# Ophiarachnella honorata
Ophiarachnella honorata is een slangster uit de familie Ophiodermatidae.
De wetenschappelijke naam van de soort werd in 1904 gepubliceerd door René Koehler.